# Helicopsyche petri
Helicopsyche petri är en nattsländeart som beskrevs av Chantaramongkol och Malicky 1986. Helicopsyche petri ingår i släktet Helicopsyche och familjen Helicopsychidae. Inga underarter finns listade i Catalogue of Life.